# Bratanița, Pazardjik
Bratanița (în bulgară Братаница) este un sat în comuna Pazardjik, regiunea Pazardjik,  Bulgaria. 

## Demografie
Componența etnică a satului Bratanița
     Bulgari (54,89%)
     Romi (18,2%)
     Nicio identificare (26,89%)
     Altele (0,81%)
La recensământul din 2011, populația satului Bratanița era de 2.093 locuitori. Din punct de vedere etnic, majoritatea locuitorilor (54,89%) erau bulgari, cu o minoritate de romi (18,2%). Pentru 26,89% din locuitori nu este cunoscută apartenența etnică.